# Kit silikonowy
Kit silikonowy (tzw. silikon) - rodzaj kitu, w którym składnikiem roboczym są polisiloksany. W budownictwie znajduje zastosowanie do uszczelniania złączy elementów budowlanych, szczelin dylatacyjnych, szyb pojedynczych i zespolonych  oraz lekkich obudów stolarki budowlanej.

## Podział
Przykłady mas silikonowych:
- silikony uniwersalne
- silikony sanitarne (z dodatkiem fungicydów)
- silikony N (neutralne)
- silikony szklarskie
- silikony do akwariów (nietoksyczne dla ryb)